# Закон об основах права (Израиль)
Закон об основах права (ивр. חוק יסודות המשפט, תש"ם-1980‎, англ. Foundations of Law Act 5740-1980), закон Израиля, отменивший ранее действующий указ британской администрации и закрепивший принципы «наследия еврейского народа» как дополнительный источник права, был принят 23 июля 1980 года и вступил в силу 31 июля 1980 г.

## Историческая справка
После того, как в 1922 году Лига Наций вручила Великобритании мандат на Палестину, 10 августа был опубликован указ Тайного Совета (Короля в Совете), установивший органы власти на подмандатной территории. В 46 статье этого указа указаны источники права подмандатной Палестины, имевшие следующий приоритет:
1. Указы Верховного комиссара Палестины,  указы короля в Совете и законы британского парламента.
2. Оттоманское право, действовавшее до завоевания Палестины Великобританией.
3. Религиозно-правовые законы — вопросы личного статуса, находившиеся в компетенции религиозных общин.
4. Правовые лакуны[2] (пробелы) в указанных выше источниках следовало заполнять британским общим правом и доктринами справедливости[3], учитывая при этом местные особенности.

14 мая 1948 года была утверждена Декларация независимости Израиля и провозглашено создание государства Израиль. В соответствии с Декларацией независимости был учрежден Временный Государственный Совет, совмещавший функции исполнительной и законодательной власти. Первым законом, принятым Временным Государственным Советом, было «Постановление о системе власти и судебной власти».  В главе постановления, посвященной судопроизводству, среди прочего, сказано: 
- Статья 11 — «Действовавшее в Эрец-Исраэль право остается в силе и после 14 мая 1948 года, если оно не противоречит настоящему постановлению или другим законам, принятым Временным государственным Советом, и при условии внесения изменений, вытекающих из факта создания Государства Израиль и его органов власти»;
- Статья 14 — все полномочия короля Великобритании и Верховного комиссара Палестины передаются Временному правительству (исполнительный орган) и Временному Государственному Совету (законодательный орган);
- Статья 13 — отменяются законы, связанные с Белой книгой 1939 года.

Несмотря на то, что многие положения оттоманского и британского права остались в силе и после провозглашения государства, их удельный вес в израильском законодательстве постоянно сокращался. Кнессет, сменивший Временный Государственный Совет в феврале 1949 года, шаг за шагом принимал новые, более современные законы, заменяя ими турецкое законодательство и британские указы. Так, например, интенсивные реформы в гражданском праве начались уже в 60-е годы, что позволило в 1984 году упразднить действие оттоманской кодификации Маджалла (Меджелле). Система новых законов позволила Израилю создать своё законодательство и в значительной мере достичь независимости от оттоманского и британского права.  Параллельно с этим процессом прилагались усилия включить в законодательство идеи еврейского права.
Стремление заложить независимые основы израильского права и освободиться от рамок британского права руководили инициаторами многих законопроектов. Законопроект об основах права не был исключением. Как отмечалось выше, в случае правовой лакуны суд действовал в соответствии с 46 статьёй Указа короля в Совете и обращался к британскому общему праву и доктринам справедливости. В законопроекте предлагалось отменить эту связь с британским правом и в качестве дополнительного источника права использовать «наследие еврейского народа». Законодатель использовал формулировку «принципы ... в наследии еврейского народа», а не «принципы еврейского права»  для того, чтобы обеспечить суду большую свободу действий при принятии решений.

## Текст закона
1. Дополнительные источники права
В случае, если суд рассматривает юридический вопрос, не имеющий решения в законодательстве, в судебных прецедентах или применением аналогии, он должен выносить решение в соответствии с принципами свободы, справедливости, равенства и мира, заложенными в наследии еврейского народа.
2. Отмена 46 статьи Указа короля в Совете и сохранение правовых положений
(а) Статья 46 Указа короля в Совете, действовавшего в Эрец-Исраэль в 1922-1947 — отменяется.
(б) Указания пункта (а) не ущемляют правовых положений, действовавших до вступления в силу этого закона.

Менахем Бегин, глава правительства                    Шмуэль Тамир, министр юстиции
Ицхак Навон, президент государства

## «Наследие еврейского народа» и еврейское право
Принятие Закона об основах права способствовало более интенсивному изучению еврейского права и наследия еврейского народа в целом. Многие учреждения и организации Израиля вовлечены сегодня в эту деятельность. Среди них такие как:
- Отдел еврейского права министерства юстиции[5]
- Общество «Правовое наследие в Израиле»[6]
- Центры по изучению еврейского права в колледже «Шаарей мишпат»[7] в Од ха-Шароне и «Академическом колледже Нетании»[8]

Большой интерес вызвало обсуждение судьями понятия «наследие еврейского народа» и его толкования в рамках нового закона. Судья Мишаэль Хешин приветствовал использование этого наследия в качестве дополнительного источника права, однако сожалел о решении порвать с английским правом. Судья Аарон Барак высказал мнение о том, что Закон об основах права внёс дисгармонию в правовую систему Израиля, так как дополнил её правилами из другой системы права. Судья Барак также заметил, что, судя по всему, «наследие еврейского народа» включает «предначертания еврейских пророков», но непонятно, включает ли оно наследие Спинозы и Ахад-ха-Ама.
Судья Хаим Коэн, перефразируя слова Бен Баг Бага из трактата Авот, сказал: «Вникай в него, [наследие еврейского народа], вновь и вновь, ибо в нём — всё». Судья Коэн подчеркнул, что свобода, справедливость, равенство и мир являются универсальными, общечеловеческими принципами, однако у еврейского народа эти принципы передавались из поколения в поколение и, укоренившись в нем очень глубоко, стали наследием народа. Согласно мнению судьи слова «принципами свободы, справедливости, равенства и мира», заложенные в «наследии еврейского народа» допускают два толкования. Одно из этих толкований включает в «наследие» все культурные ценности, переданные евреям их предками из поколения в поколение. Эти ценности не только религиозные или правовые, но также философского или морально-этического характера, и они включают наследие Спинозы и Ахад-ха-Ама. Другое возможное толкование слов «свобода, справедливость, равенство и мир» имеет тот юридический смысл, который вложил в него современный светский законодатель.
Со времени вступления закона в силу и по сей день законодатель не внёс в него никаких поправок, тем самым демонстрируя, что закон отвечает его намерениям и целям. В 1992 году законодатель принял Основной закон о достоинстве и свободе человека, в котором ценности Государства Израиль закреплены как ценности еврейского демократического государства. Судья Менахем Элон полагает, что принятие этого закона означает обязательство беречь ценности еврейского наследия как основу еврейского и демократического государства. Судья Элон объяснил, что закон о достоинстве и свободе человека укрепил его позицию в полемике с судьей Аароном Бараком о толковании понятия лакуна в Законе об основах права. Согласно Элону, судья Барак довёл до минимума число случаев, когда в качестве источника права может быть использовано «наследие еврейского народа». Различные толкования Закона об основах права и Закона о достоинстве и свободе человека этими судьями привело к глубоким разногласиям между ними по вопросам еврейского права.